# Хвороба Менкеса
Хворо́ба Мéнкеса (англ. Menkes disease; синоніми: хвороба кучерявого волосся, трихополідистрофія, хвороба сталевого волосся) — Х-зчеплене спадкове захворювання, пов'язане з порушенням обміну міді в організмі людини, що призводить до її нестачі. Найчастіше проявляється характерною кучерявістю волосся, затримкою росту та неврологічними розладами.
Захворювання виникає через мутації у гені, що кодує поліпептид ATP7A, АТФ-азу P-типу, яка транспортує катіон міді. Хвороба Менкеса найчастіше проявляється у новонароджених (з частотою у світі від 1 на 100,000 до 1 на 250,000 новонароджених), які за відсутності лікування не доживають до трьох років. На сьогодні пропонується симптоматичне лікування та внутрішнє введення мідь-вмісних препаратів.
Хворобу 1962 року вперше описав Джон Ганс Менкес (1928—2008).

Закономірність успадкування хвороби Менкеса від матері-носія

## Спадковість
Хворобу Менкеса успадковують за X-зчепленим рецесивним типом. Ген, пов'язаний з цією хворобою, розташовується на X хромосомі, одній з двох статевих хромосом. У чоловіків (які мають лише одну X хромосому) потрібна лише одна змінена копія цього гену, щоб спричинити розлад. У жінок (які мають дві X хромосоми), потрібною є мутація обох копій гену, для того щоб спричинити захворювання, що є дуже малоймовірним. У зв'язку з цим, чоловіки є більш схильними до X-зчеплених захворювань. Характеристикою X-зчепленого успадкування є те, що тати не можуть передати X-зчеплені захворювання своїм синам.

## Патогенез
Мідь в організмі переноситься у комплексі з амінокислотами. Після гідролітичних реакцій мідьвмісних продуктів мідь потрапляє у кров, де накопичується в еритроцитах. Через мутації гену, що кодує білок АТФ-азу-7-альфа (ATP7A — поліпептид, що транспортує іони міді), порушується транспорт катіонів Сu++ через клітинні мембрани органів по всьому тілу, окрім печінки. Відтак проявляється виражена гіперкупремія і порушується надходження міді з крові в тканини. Оскільки мідь потрібна для функціювання багатьох ензимів, порушується низка ферментних шляхів. Окрім цього, дефіцит міді впливає на структуру та функції багатьох тканин та органів.